# العلاقات البلجيكية الماليزية
العلاقات البلجيكية الماليزية هي العلاقات الثنائية التي تجمع بين بلجيكا وماليزيا.

## مقارنة بين البلدين
هذه مقارنة عامة ومرجعية للدولتين:
| وجه المقارنة                                              | بلجيكا                                                                              | ماليزيا       |
| --------------------------------------------------------- | ----------------------------------------------------------------------------------- | ------------- |
| المساحة (كم2)                                             | 30.53 ألف                                                                           | 330.29 ألف    |
| عدد السكان (نسمة)                                         | 11.37 مليون                                                                         | 31.62 مليون   |
| الكثافة السكانية (ن./كم²)                                 | 372.42                                                                              | 95.73         |
| العاصمة                                                   | بروكسل                                                                              | كوالالمبور    |
| اللغة الرسمية                                             | اللغة الهولندية، لغة فرنسية، اللغة الألمانية                                        | لغة ماليزية   |
| العملة                                                    | يورو، فرنك بلجيكي                                                                   | رينغيت ماليزي |
| الناتج المحلي الإجمالي (بليون دولار)                      | 492.68 مليار                                                                        | 314.50 مليار  |
| الناتج المحلي الإجمالي (تعادل القوة الشرائية) بليون دولار | 514.74 مليار                                                                        | 817.43 مليار  |
| الناتج المحلي الإجمالي الاسمي للفرد دولار أمريكي          | 40.32 ألف                                                                           | 9.77 ألف      |
| الناتج المحلي الإجمالي للفرد دولار أمريكي                 | 43.44 ألف                                                                           | 25.64 ألف     |
| مؤشر التنمية البشرية                                      | 0.890                                                                               | 0.779         |
| رمز المكالمات الدولي                                      | +32                                                                                 | +60           |
| رمز الإنترنت                                              | .be                                                                                 | .my           |
| المنطقة الزمنية                                           | توقيت وسط أوروبا، ت ع م+01:00، ت ع م+02:00، توقيت وسط أوروبا الصيفي، أوروبا/بروكسل ‏ | ت ع م+08:00   |

## منظمات دولية مشتركة
يشترك البلدان في عضوية مجموعة من المنظمات الدولية، منها:
| علم المنظمة | اسم المنظمة                               | تاريخ انضمام بلجيكا | تاريخ انضمام ماليزيا |
| ----------- | ----------------------------------------- | ------------------- | -------------------- |
|             | الاتحاد البريدي العالمي                   | ?                   | ?                    |
|             | مؤسسة التنمية الدولية                     | 2 يوليو 1964        | 24 سبتمبر 1960       |
|             | منظمة حظر الأسلحة الكيميائية              | ?                   | ?                    |
|             | منظمة التجارة العالمية                    | ?                   | ?                    |
|             | الأمم المتحدة                             | 27 ديسمبر 1945      | 17 سبتمبر 1957       |
|             | وكالة ضمان الاستثمار متعدد الأطراف        | 18 سبتمبر 1992      | 6 ديسمبر 1991        |
|             | منظمة الشرطة الجنائية الدولية             | ?                   | ?                    |
|             | مؤسسة التمويل الدولية                     | 27 ديسمبر 1956      | 20 مارس 1958         |
|             | بنك التنمية الآسيوي                       | 1966                | 1966                 |
|             | الاتحاد الدولي للاتصالات                  | 1866                | 3 فبراير 1958        |
|             | البنك الدولي للإنشاء والتعمير             | 27 ديسمبر 1945      | 7 مارس 1958          |
|             | المنظمة الهيدروغرافية الدولية             | ?                   | ?                    |
|             | الفريق المعني برصد الأرض                  | ?                   | ?                    |
|             | المركز الدولي لتسوية المنازعات الاستشارية | 26 سبتمبر 1970      | 14 أكتوبر 1966       |
|             | يونسكو                                    | 29 نوفمبر 1946      | 16 يونيو 1958        |

## وصلات خارجية
- موقع وزارة الخارجية البلجيكية
- موقع وزارة الخارجية الماليزية